# Plánování podnikových zdrojů
Plánování podnikových zdrojů (ve zkratce ERP z anglického enterprise resource planning, žádná česká zkratka se neujala) nebo někdy též podnikový informační systém je označení systému, jímž podnik (nebo jiná organizace) za pomoci počítače řídí a integruje všechny nebo většinu oblastí své činnosti, jako jsou plánování, zásoby, nákup, prodej, marketing, finance, personalistika, atd. Každý organizační útvar (oddělení) typicky potřebuje svou vlastní aplikaci schopnou plnit jeho potřeby. S ERP každý útvar takovou vlastní aplikaci dostane, ale je to navíc aplikace, která umí komunikovat a sdílet informace se všemi ostatními v rámci celé organizace. Pojmem ERP se současně označuje i software, který toto vše zajišťuje.

## Historie
Dnes se ERP systémy podporující všechny funkční oblasti podniku běžně provozují po celém světě a považuje se to skoro za samozřejmost. Ovšem integrovaný systém ERP je mimořádně složitý komplex hardwaru a softwaru, jaký se až do 90. let dvacátého století nedal realizovat. K jeho vzniku přispěly tři okolnosti: (1) rozvoj hardwaru i softwaru (výkonné počítače, velké paměti a komunikace), (2) rozvoj vize integrovaného informačního systému, (3) ochota společností přizpůsobit se typovým podnikovým procesům, pro něž je ERP optimalizováno (reinženýring podnikových procesů).
Systémy ERP se vyvinuly ze staršího softwaru určeného pro výrobní podniky, zkratky po sobě následovaly takto : MRP (70. léta) → MRP II (80. léta) → ERP (90. léta). Tato historie je podrobněji popsána v Historii MRP a MRP II.
První firmou, která přišla na trh s ERP softwarem, byl německý SAP, dodavatel v současnosti nejprodávanějšího ERP na světě. V roce 2011 měl SAP přes 109 tisíc zákazníků, 53 tisíc zaměstnanců a roční tržby 12,5 miliardy dolarů. Firmu založilo pět německých systémových analytiků IBM z Mannheimu, poté co opustili své zaměstnání v roce 1972. Jejich úmyslem bylo vyvíjet a nabízet standardní softwarová řešení podnikům provozujícím vlastní sálové počítače a výpočetní centra s programátory. Pro svého prvního zákazníka, chemický podnik ICI, na jeho počítači IBM 360 (s pamětí jen 512 KB) vyvinuli první takový softwarový balík, a nazvali ho System R/1 (real-time).
Svůj vlastní sálový počítač IBM si pořídili až v roce 1980. A na něm pracovala i druhá, dokonaleji integrovaná verze jejich produktů, nazvaná System R/2 a uvedená na trh v roce 1982. Označení ERP nebylo tehdy ještě vymyšleno, ale R/2 už do té kategorie mířil. V 80. létech jeho prodeje prudce narůstaly a SAP se vydal na mezinárodní trh. Svůj software začal přizpůsobovat různým jazykům, měnám, účetním pravidlům a daňovým zákonům, a zakládal zahraniční pobočky. V roce 1988 se změnil na akciovou společnost a prodal svůj 1000. systém.
Když v roce 1990 začal Gartner razit nové označení ERP pro systémy, které měly vyhovovat i nevýrobním organizacím
(viz Historie MRP), zdůraznil pro ně následující určující znaky: grafické uživatelské rozhraní, relační databázi, použití nástrojů 4. generace při vývoji, architekturu klient–server a přenosnost mezi počítači různých výrobců (operační systém Unix). Tomu vyhověl teprve systém SAP R/3, uvedený v roce 1992.
Samozřejmě konkurence nespala, takže v té době už existovalo více produktů různých výrobců, které do kategorie ERP spadaly. Když bylo po roce 1989 zrušeno embargo na dovoz moderního hardwaru i softwaru, první české podniky zajímající se o ERP si mohly vybírat z dosti široké nabídky.

## Funkce ERP
ERP má oproti neintegrovaným systémům, které se v podnicích dříve používaly (a někde stále používají), dvě hlavní přednosti: sjednocený celopodnikový pohled na vše, co se v různých útvarech odehrává, a společnou podnikovou databázi, sdružující a uchovávající veškerá podniková data, která se do ní zaznamenávají formou prováděných transakcí.
Systém ERP typicky pokrývá čtyři hlavní okruhy, jimiž jsou:
- finance (někdy označeno jako ekonomika)
- personalistika
- výroba a logistika (u nevýrobních podniků jen logistika ev. provoz či projektování) [5]
- marketing a prodej (někdy jen marketing)

Tyto čtyři okruhy jsou propojené a všechny využívají množinu základních utilit, které jsou pro celé ERP společné (zpracování transakcí, přístupy do databáze, generování výstupních sestav, apod.). Ke každému okruhu přísluší řada různých modulů a každý modul dokáže plnit řadu funkcí. V tabulce je vidět, jaké moduly mohou do jednotlivých hlavních okruhů patřit:
| Finance                       | Personalistika            | Výroba a logistika    | Marketing a prodej |
| Závazky a pohledávky          | Evidence odpracované doby | Sklady a řízení zásob | Zpracování zakázek |
| Hlavní kniha                  | Mzdy                      | Plánování výroby      | Ceny               |
| Řízení hotovosti a předpovědi | Plánování pracovníků      | Kalkulace nákladů     | Řízení prodeje     |
| Nákladové účetnictví          | Cestovní výlohy           | Nákup a příjem zboží  | Plánování prodeje  |
| Dlouhodobý majetek            |                           | Údržba                | Servis             |
| Finanční konsolidace          |                           | Řízení jakosti        |                    |
| Analýza ziskovosti            |                           | Řízení projektů       |                    |
| Účetnictví ziskových center   |                           | Hodnocení dodavatelů  |                    |
| Exekutivní informační systém  |                           | Doprava               |                    |

A třeba v modulu Plánování výroby mohou být podporovány tyto funkce:
- tvorba a údržba kusovníků
- tvorba a údržba technologických postupů
- kalkulace nákladů a cen
- obchodně-provozní plánování (SOP)
- plánování potřeby materiálu (MRP)
- kapacitní plánování
- dílenské řízení
- sběr dílenských dat
- změnové řízení konstrukční (kusovníky) a technologické (postupy)
- sledovatelnost výrobků
- obaly
- atd.

Tabulku nelze brát jako dogma, ERP nemá jednoznačnou definici. Ta v úvodu tohoto článku je jen jednou z mnoha, které se dají v knihách, časopisech a na Internetu najít. Odchylky existují i pokud jde o hlavní okruhy činností a seznamy modulů. A rovněž neexistuje žádný závazný soupis funkcí, které ERP má podporovat, a není předepsáno, jak má ta podpora vypadat.
A přestože si většina ERP balíků je podobná, existují mezi nimi i významné odlišnosti. Systém ERP přitom ze své podstaty protlačuje svou vlastní logiku do podnikové strategie, organizace a kultury. Výrobci těchto systémů vždy vycházejí z nějakých obecných předpokladů o filosofii řízení podniku a jeho praktikách. Proto koupit ERP aplikaci znamená mnohem víc než nákup jiného softwaru. Podnik spolu s ERP kupuje i názory jeho výrobce na nejlepší uspořádání (tzv. best practises) mnoha podnikových procesů. A bude muset jeho předpoklady většinou přijmout a své existující procesy a pracovní postupy pozměnit, jinak mu funkce v systému implementované nebudou vyhovovat. Je tedy velmi důležité, aby výběr ERP vždy proběhl s maximální opatrností.

## Způsob práce
ERP je nástrojem k vylepšování pracovních postupů, jimiž podnik na základě přijatých objednávek vyřizuje zakázky zákazníků, a dostává se postupně až k jejich fakturaci a tržbám, tedy je nástrojem k vylepšování celkového procesu plnění zakázky. Proto se o ERP často říká, že je to „back-office software“, software pro vnitřní potřebu. ERP převezme zákazníkovu objednávku, zakomponuje ji do podnikových plánů, a začne se starat o automatizaci postupných kroků k jejímu splnění. Ve výrobním podniku to není málo, potřebných kroků je hodně, musí na sebe plynule navazovat a nesmí blokovat plnění jiných zakázek, protože i těch je hodně.
Když pracovník prodeje zadává zakázku do systému, má veškeré informace důležité pro její splnění (například úvěrový rating zákazníka a historii jeho předchozích zakázek z finančního modulu, úroveň zásob ze skladového modulu a rozvrh rozvozu zboží z modulu logistiky). Všichni pracovníci z těchto různých útvarů vidí tytéž údaje a mohou je aktualizovat. Když jeden útvar s vyřizováním zakázky skončí, ERP automaticky zakázku nasměruje do dalšího útvaru. Ke zjištění toho, kde se zpracování zakázky právě nachází, stačí přihlásit se do systému a podívat se. Když jde vše dobře, zakázka rychle proběhne organizací a objednávky zákazníků jsou vyřizovány rychleji a s méně chybami než dříve. Podobné výhody může ERP mít i pro jiné hlavní podnikové procesy, například v oblasti mezd zaměstnanců nebo ve finančním výkaznictví.
Všechny zadané údaje si ERP pečlivě skládá do společné ohromné databáze. Nedělá mu potíže udržovat si v nich dokonalý pořádek a mít je navzájem logicky propojené. Uživatelům předloží na jejich obrazovce vždy přesně ten formulář, který je nutný k provedení konkrétního úkonu. Velmi často je formulář už předvyplněný známými údaji z databáze a doplňuje nebo mění se v něm jen pár kolonek. Je to úřednická práce, bez které se ovšem žádný podnik neobejde, a kterou ERP zkvalitňuje a urychluje předtím nebývalým způsobem. Podmínkou úspěchu ovšem je, že lidé všechny údaje do systému zadávají včas a správně. Zodpovědnost, přesnost a komunikace jsou při práci s ERP mnohem důležitější než předtím.
Hlavní přednosti:
- integrace neboli celková provázanost
- stejné informace pro všechny
- kvalitnější podklady pro rozhodování
- větší tlak na dodržování pracovních postupů (procesů)

## Problémy
Za čtvrtstoletí své existence sklidilo ERP hodně kritiky. Výhrady se stále opakují: je to moc složité na pochopení i na obsluhu, příliš drahé, uvedení do provozu (implementace) je velmi pracné a trvá neúměrně dlouho, funkce systému jsou omezené, uživatelé jsou s nimi nespokojení, celkové přínosy ERP nenaplňují očekávání a nedají se měřit nebo jen obtížně.   
Všechna tato tvrzení mají reálný základ. Než se s novým systémem může začít pracovat, musí se jeho databáze naplnit spoustou dat, musí se navrhnout, které jeho funkce se budou využívat a jak, a všichni uživatelé se musí náležitě vyškolit. Síla ERP závisí na pečlivém zaznamenávání tisíců jednotlivých transakcí, nebo událostí. Lidem se zdá, že vyžaduje „zbytečně“ moc údajů, a že práce s ním je mnohem komplikovanější než s jejich starými systémy. Cílem ERP ovšem není usnadnit práci jednomu oddělení, ale prospět celému podniku.
Samozřejmě žádný ERP systém není tak komplexní, aby plně vyhověl všem možným potřebám často velmi odlišných organizací. Proto vedle ERP existuje i dlouhá řada informačních systémů určených pro takové speciálnější potřeby, které lze provozovat samostatně nebo současně s ERP, a mnohé podniky a organizace to také dělají. O integraci více informačních systémů v podniku blíže pojednává článek Informační systém.

## Rozšíření
Navzdory stálé kritice se však ERP systémy rychle rozšířily a ujaly. Z počátku byly cenově dostupné jen pro velké organizace, v průběhu doby se ale objevily i menší a levnější systémy vhodné pro střední a malé podniky. Současná nabídka je opravdu bohatá. Ze staršího průzkumu vyplývá, že již v roce 2007 bylo v ČR kolem 16 tisíc implementovaných ERP systémů. Z toho byly 2,5 tisíce ve velkých podnicích (250 až 1000 zaměstnanců), 5,5 tisíce ve středních podnicích (50 až 249 zaměstnanců) a přes 7 tisíc v malých podnicích (do 50 zaměstnanců). To jsou překvapivě vysoká čísla.
Do světové špičky patří ve světě hodně rozšířené ERP systémy firem SAP (asi 1300 instalací) a Oracle (asi 1000 instalací). V malých a středních podnicích v ČR jsou nejvíce zastoupeny české systémy Helios od firmy Asseco Solutions (v ČR a SR přes 10.000 instalací); zde uváděné počty pocházejí z roku 2022.  .